# هيذر ديفيس
هيذر ديفيس هي مجدفة كندية، ولدت في 26 فبراير 1974 في فانكوفر في كندا.

## وصلات خارجية
- هيذر ديفيس على موقع الاتحاد الدولي للتجديف (الإنجليزية)
- هيذر ديفيس على موقع اللجنة الأولمبية الدولية (الإنجليزية)
- هيذر ديفيس على موقع أوليمبيديا (الإنجليزية)